# Rezonáns

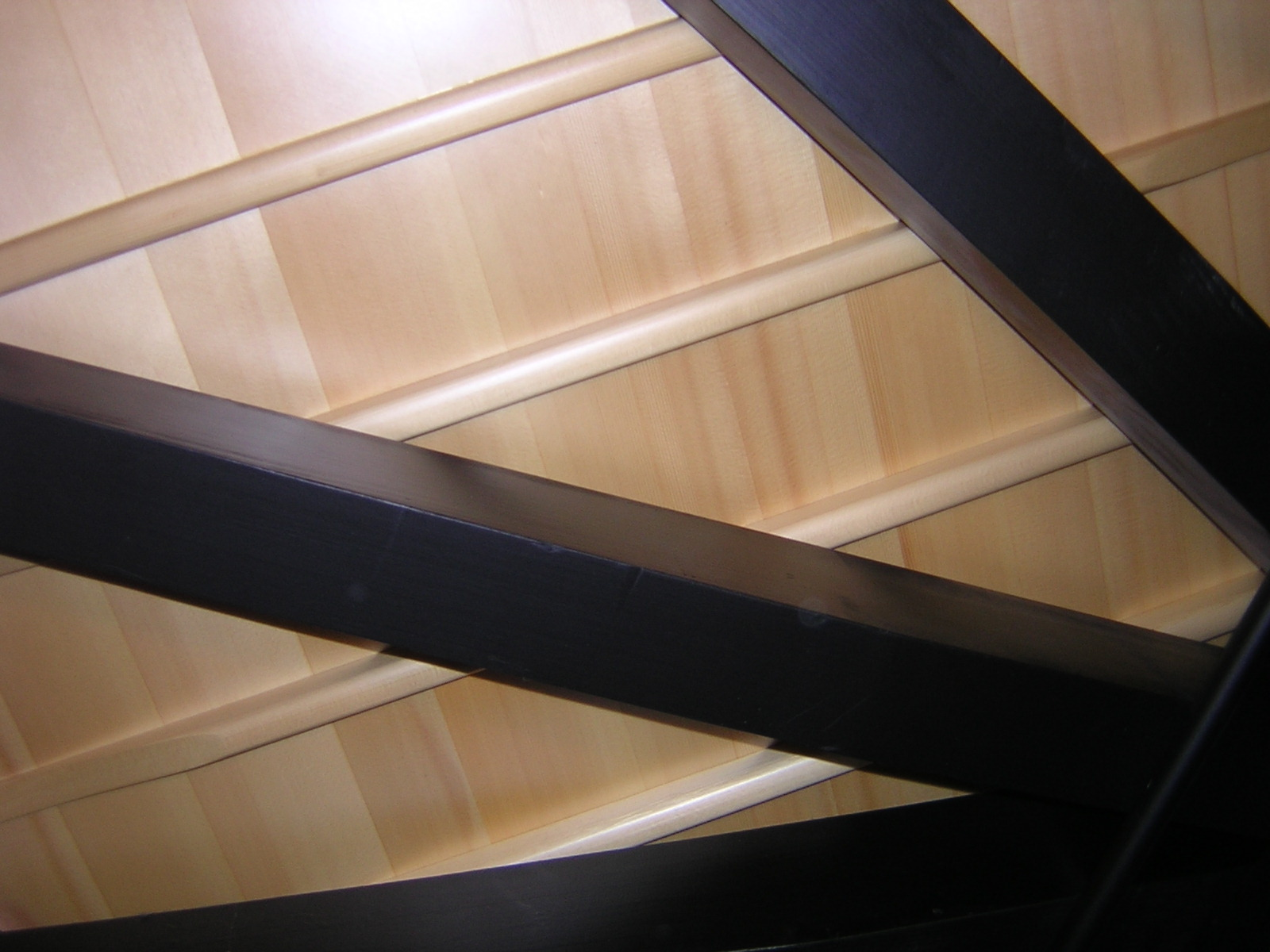
Zongora rezonánsa alulnézetben

A rezonáns vagy tető elsősorban a húros hangszerek fontos alkatrésze. Elsődleges feladata a húrok rezgésének hallható hangként való kisugárzása.

## Működése
A rezgő húrok önmagukban nagyon rossz hatásfokkal sugároznak hangot: elsősorban a húr kis felülete, másodsorban az akusztikai rövidzár jelensége miatt, mivel a húr elmozdulásakor annak egyik oldalán létrejövő helyi nyomásnövekedés, illetve a másik oldalán ezzel egyidejűleg jelentkező nyomáscsökkenés részben kioltja, közömbösíti egymást. Ha a húrokat egy nagyobb felületű, rugalmasan viselkedő testhez csatoljuk, a húrok rezgésében tárolt mechanikai energia jobb hatásfokkal sugározható ki hallható hang formájában. Ebben az esetben a húrok különböző frekvenciájú rezgései e rugalmas test hajlítási hullámok formájában megjelenő különböző rezgési módjait gerjesztik. Ebből az is következik, hogy a rezonáns nemcsak „felerősíti” a hangot, hanem karaktert, egyedi hangszínt is ad neki.

## Fajtái
A gyakorlatban ezek a rezgő, hangot sugárzó felületek lehetnek kifeszített membránok, bőrök, mint sok ősi eredetű pengetős hangszernél, amilyen a kora vagy a bendzsó; lehetnek vékonyra gyalult fatáblák, mint a gitár, a hegedű vagy a zongora esetében; végül a 20. század elején születtek olyan rezonátoros gitárok, melyek hangot sugárzó alkatrésze különleges formájúra kialakított fémötvözetből van. A rezgő húrok és a rezonáns közötti akusztikai csatolást mindegyik esetben a húrláb látja el.

## Anyaga

Hegedű tetejének elkészítése

A fából készült rezonáns, hangszertető leggyakoribb anyaga a lucfenyő, de szinte mindig a toboztermők törzsébe tartozó fák anyaga, azoknak túlnyomórészt tracheidákból álló mikroszkopikus struktúrája miatt, ami a kis sűrűség és alacsony belső súrlódás mellett az anyagnak viszonylag nagy merevséget kölcsönöz. A faanyagnak mindig sugárirányú metszetét használják, tehát a rezonáns anyagában a bütü felől nézve az évgyűrűk merőlegesen állnak a rezonánslap síkjára. Fogólapos hangszerek, például a hegedű, a gitár, a lant esetén a tetőt szinte minden esetben két szimmetrikus darabból állítják össze, míg a zongora, a hárfa esetén a rezonáns jóval több darabból állhat.

## A hangzás
A tapasztalat szerint a húros hangszerek hangzását elsősorban a rezonáns anyaga, formája, elkészítési módja határozza meg. Ezzel kapcsolatban számos tudományos, tapasztalati vagy csak hiedelmen alapuló elképzelés van, melyek gyakran a hangszerkészítők legféltettebb szakmai titkai közé tartoznak. A hangszertető elkészítésének legfontosabb összetevői:
- a rezonáns anyagának kiválasztása, annak kora, szárítása, érlelése
- a tető kalibrálása, íveltségének, vastagságának, a vastagság változásának meghatározása
- a tetőt merevítő gerendák elhelyezkedése, azok méretezése, feszítettsége
- a hanglyuk(ak) méretei, elhelyezkedése.

## Külső hivatkozások
- A zongora rezonánsáról (angol)
- A gitár akusztikája (angol)